# Echium albicans
Echium albicans, viborera, es una especie perteneciente a la familia de las boragináceas.

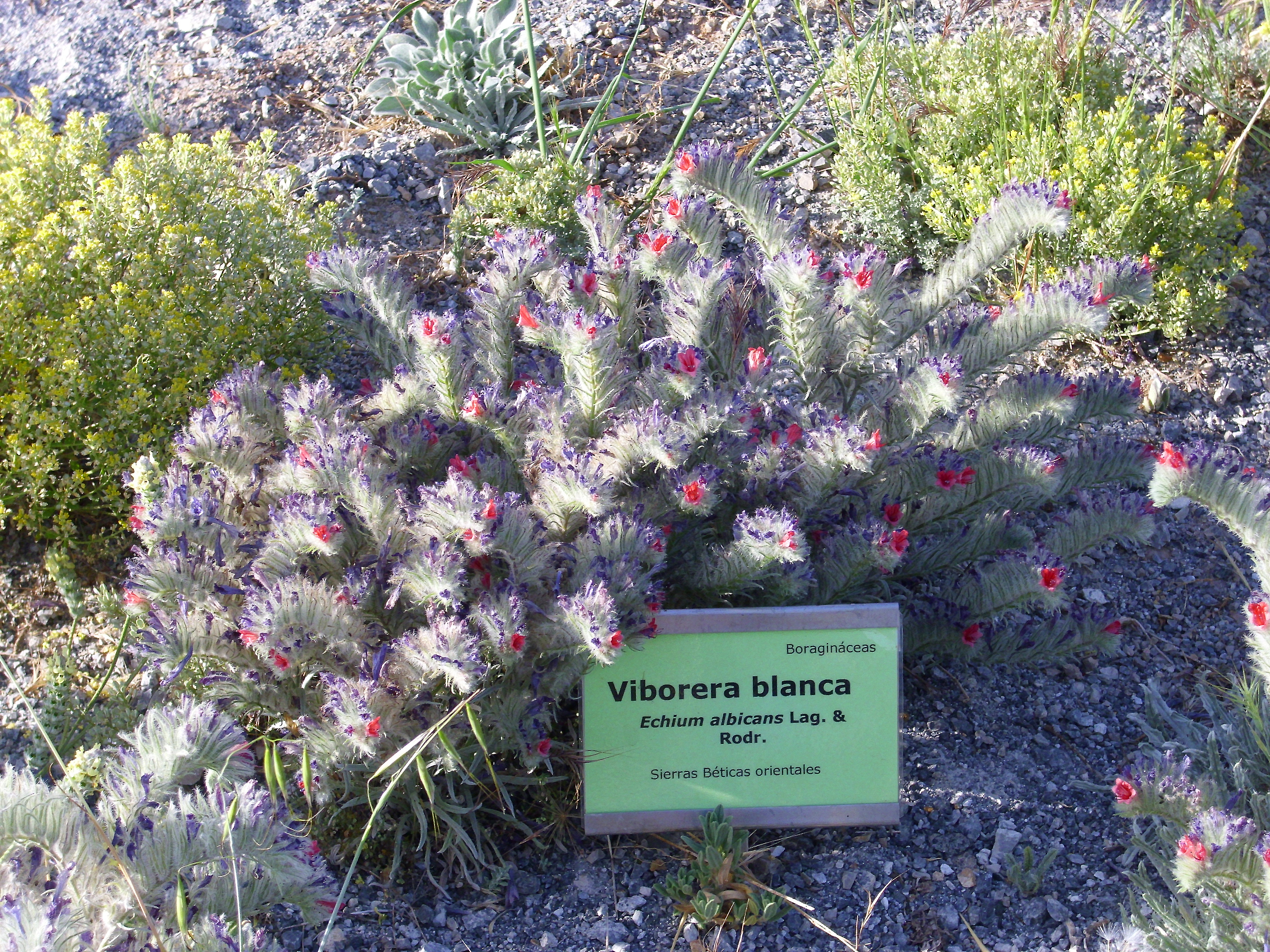
Vista de la planta

## Distribución
Es una planta endémica bética  (Cádiz, Málaga y Granada). 

## Descripción
Tiene una altura máxima de 35 cm, y vive en arenales y pedregales calizo dolomíticos, sobre suelos esqueléticos, entre 1000 y 2500 m s. n. m.
Convive con Helianthemum pannosum, Santolina elegans, Anthyllis tejedensis, Saxifraga erioblasta (consuelda), Convolvulus boissieri, Erodium boissieri, Silene boryi ssp. tejedensis.

## Taxonomía
Echium albicans fue descrita por Lag. & Rodr.  y publicado en Anales de Ciencias Naturales 5(15): 269. 1802.
Citología
Número de cromosomas de Echium albicans (Fam. Boraginaceae) y táxones infraespecíficos: 
2n=16
Etimología
Echium: nombre genérico que deriva del griego echium, lo que significa víbora, por la forma triangular de las semillas que recuerdan vagamente a la cabeza de una víbora.
albicans: epíteto latino que significa "blancuzco, que no tiene un blanco perfecto".
Sinonimia
- Echium mertensii Lehm.[4]

subsp. fruticescens (Coincy) Valdés
- Echium fruticescens Coincy

## Nombre común
- Castellano: viborera, viborera andaluza, viborera blanca.[5]